# Thomas Phelippes

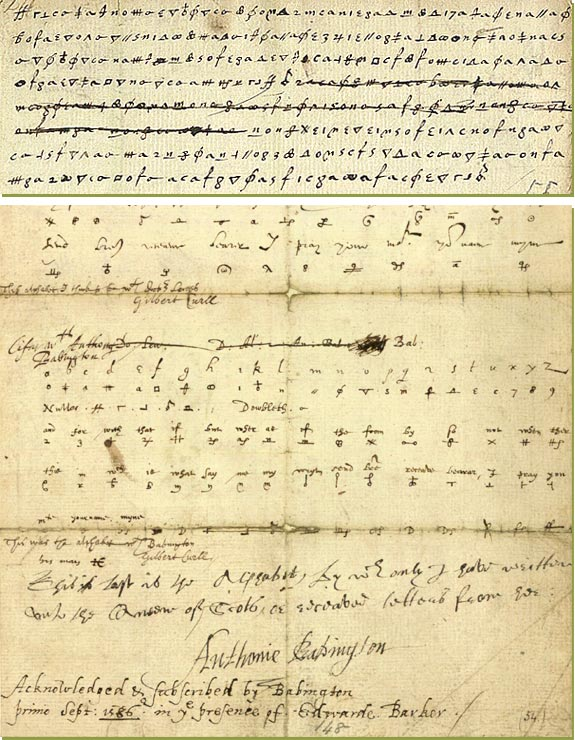
Vervalst geheimschrift waarin Anthony Babington gevraagd wordt de namen van de samenzweerders te noemen.

Thomas Phelippes (1556-1625) was een 16e-eeuws Engels spion en codebreker. Hij is de oudst bekende Engelse cryptoanalist.
Na zijn opleiding in Cambridge tot taalspecialist treedt hij in dienst van Amias Paulet, de afgevaardigde in Parijs voor Elizabeth I van Engeland. Later wordt hij gerekruteerd door Francis Walsingham, Elizabeths spionagemeester. 
Onder hem speelt Phelippes een belangrijke rol in het Babingtoncomplot. Hij ontcijfert in juli 1586 het substitutiegeheimschrift van Maria I van Schotland. Mede hierdoor wordt deze veroordeeld voor hoogverraad.